# Musculus risorius
De musculus risorius of lachspier is een dunne gelaatsspier, die ontspringt in de fascie van de oorspeekselklier (fascia parotidica), waarna hij in voorwaartse richting de modiolus anguli oris van de mondhoek bereikt. De spier wordt, evenals andere spieren die betrokken zijn bij gelaatsexpressies, geïnnerveerd door de nervus facialis.

## Functie
De musculus risorius trekt de mondhoeken opzij, waarbij hij een lach produceert. Zonder betrokkenheid van andere spieren zoals de musculus zygomaticus major, de musculus zygomaticus minor en de musculus orbicularis oculi blijft dit echter een kunstmatige glimlach. Bij de ‘echte’ glimlach zorgen de laatste drie spieren voor het optillen van de lippen, en rimpeltjes naast de ooghoeken. De musculus risorius wordt ook gebruikt bij het bespelen van een blaasinstrument, zoals de trompet.